# Province de Bujumbura Mairie

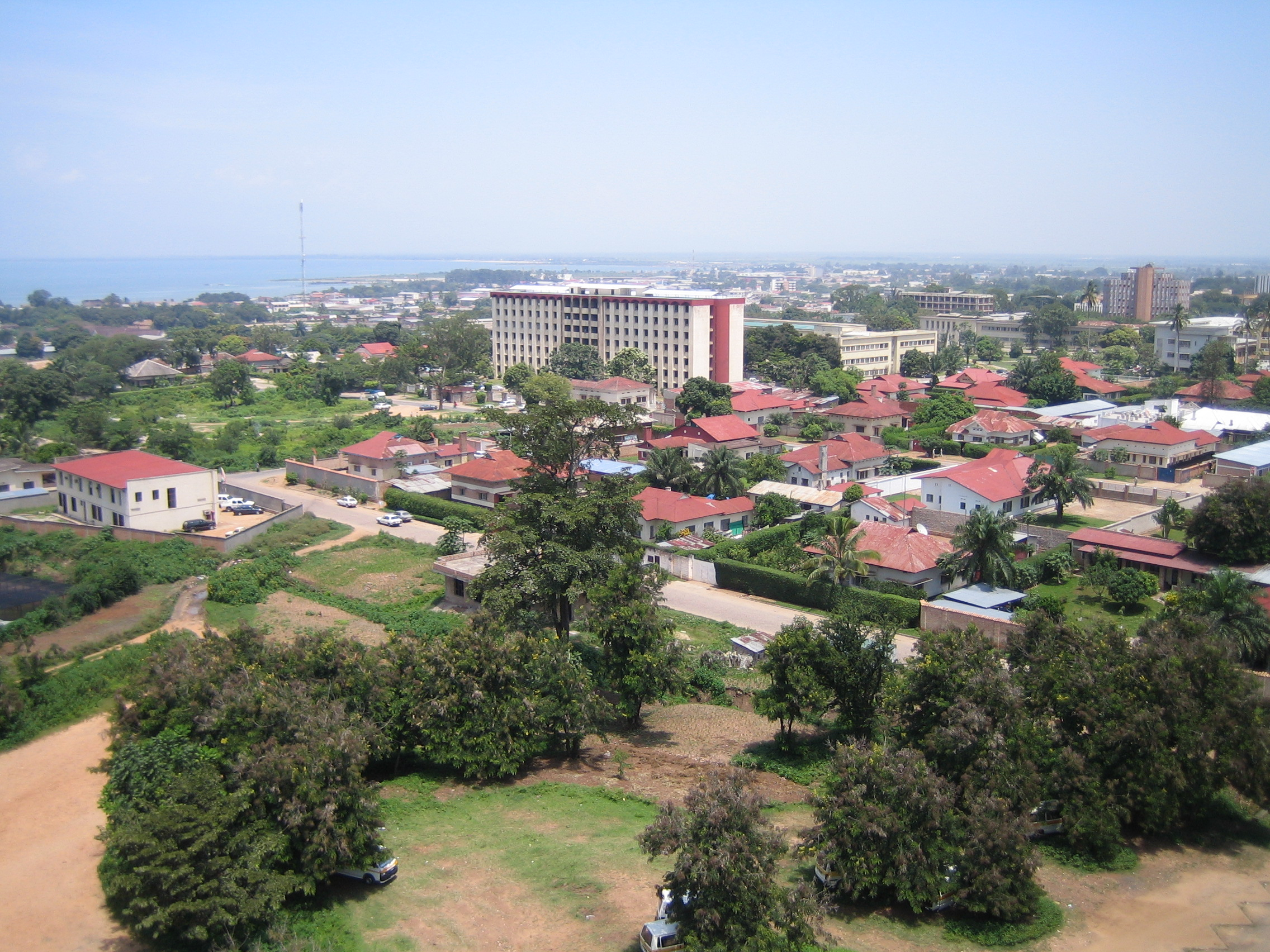
Vue de la ville de Bujumbura depuis la cathédrale.

La province de Bujumbura Mairie est une subdivision du Burundi comprenant la ville de Bujumbura, capitale économique du pays. Il s'agit de la province la plus peuplée du pays avec plus d'un million d'habitants.

## Subdivisions administratives
La province est constituée des communes urbaines suivantes :
- Muha : 295 072 habitants
- Mukaza : 306 000 habitants
- Ntahangwa : 491 786 habitants

## Climat
Le climat de Bujumbura-Mairie est classé comme tropical de savane, avec une saison humide de sept mois et une saison sèche de cinq mois. De septembre a avril, Bujumbura-Mairie connait une saison humide (saison des pluies), avec des précipitations abondantes qui peuvent causer des inondations.

### Températures
Les températures sont généralement comprises entre 18 et 28 °C. De mai à novembre, Bujumbura-Mairie connait une saison sèche, avec des températures moyennes comprises entre 20 et 30 °C. Les journées sont chaudes et ensoleillées, tandis que les nuits sont fraiches et confortables. La ville de Bujumbura-Marie est relativement agréable tout au long de l'année, avec des températures douces et des conditions météorologiques généralement clémentes. Les mois les plus favorables pour visiter la ville sont ceux de juin à septembre pour profiter des plages au bord du lac Tanganyika, car les pluies sont rares et les températures sont agréables. 
En résumé, Bujumbura-Marie connait un climat tropical de savane avec des variations de températures saisonnières et une pluviométrie importante pendant les mois les plus chauds. Le temps est en général agréable, offrant une destination touristique attrayante pour les visiteurs a la recherche d'un climat chaud et humide.

### Urbanisation et changement climatique
La ville a connu une croissance économique importante avec une forte urbanisation et une augmentation de la population. Cependant, la ville est confrontée à divers défis, notamment en matière de développement économique et de pauvreté croissante. En raison de sa proximité avec le lac Tanganyika, la ville de Bujumbura est également vulnérable aux changements climatiques, tels que les inondations et les tempêtes